# Mladen Čolić
Mladen Čolić (Novi Sad, Serbia, 1982) es un pianista serbio. 

## Carrera artística
Después de estudiar en Universidad de su ciudad natal, recibió clases en el conservatorio de París a cargo de Jacques Rouvier. En el año 2007 recibió el primer premio del Concurso Internacional de Música María Canals que se celebra todos los años en el Palacio de la Música Catalana de Barcelona desde 1954.